# Mossdjur
Mossdjur, även kallade Bryozoa och Ectoprocta, är en stam av vattenlevande ryggradslösa djur som tillhör domänen Eukaryoter, och överstammen Lophotrochozoa. De delas in i tre klasser: Stenolaemata, Gymnolaemata och Phylactolaemata. Ungefär 4000 nu levande arter är kända idag, cirka 15 000 fossila arter. Djuren är oftast cirka 0,5 mm långa men bildar kolonier av kloner (hos mossdjuren kallade zooider) som kan vara från 1 cm ända till 1 meter långa.

## Livnäring och andning
Mossdjuren bildar kolonier av zooider, vilka det finns olika varianter av. De zooider som har ansvar för livnäring och exkretion kallas autozooider. De är den vanligaste typen av zooider. Autozooiderna använder sig av en så kallad lofofor för att filtrera det vatten som passerar på föda. Födan består mestadels av smådjur, encelliga djur och olika sorters alger och plankton. Lofoforen består av slemmiga tentakler med små cilier som fångar bytet och för det till djurets svalg. Därefter bryts födan ned i magen och näringen går till zooiden men också till kolonin. Detta sker genom en vätska som fyller kroppshålan och kan röra sig fritt genom hela kolonin, eller genom funiculus, ett slags ådror som har kontakt med de olika djuren. Resterna förs ut genom djurets anus.
Mossdjuren har inga andningsorgan. Syreupptagandet sker främst genom lofoforen och syret sprids på samma sätt som näringen.

## Fortplantning
De flesta mossdjursarter är hermafroditer, men många marina arter är först hannar och sedan honor. Djuret producerar ägg i kroppshålan och sperma i testikeln. Sperman släpps sedan ut i vattnet genom lofoforen och tas emot av andra kolonier som filtrerar vattnet. Äggen behålls däremot hos de flesta arter inne i djuret för att sedan befruktas av sperma som tas upp ur vattnet, men kan hos vissa arter släppas ut och fastna precis vid basen av lofoforen för att befruktas där. Äggen blir till larver som är frisimmande, med hjälp av cilier, under en tid. Larven genomgår sedan metamorfos och blir till en s.k. ancestrula. Därefter bildas hela kolonin genom asexuell kloning från denna. Djur av klassen Phylactolaemata använder sig av statoblaster, som bildas asexuellt. Statoblasterna kan överleva svåra yttre omständigheter, färdas långa vägar i vattnet och bilda helt nya kolonier från grunden, de är som en slags ancestrula för nödsituationer.

## Typer av zooider
I en mossdjurskoloni finns det i de flesta arter ett antal olika arter av zooider. Den allra vanligaste är autozooiden som hos vissa arter kan vara den enda varianten. Alla andra kan gemensamt kallas för heterozooider men brukar delas in i avicularia, vibracularia, kenozooider, spinozooider och gonozooider.
Autozooiden använder sig av en lofofor för att fånga föda. Denna kan dras in med hjälp av kraftiga muskler, s.k. retraktorsmuskler. Avicularia har istället för en lofofor en slags ”näbb” som den använder för att bita eventuella angripare. Vibracularia har även de ”bytt” sin lofofor mot något annat, i deras fall mot ett långt borst som de använder antingen för att rengöra kolonin, och på så sätt förhindra sedimentation, eller som försvar mot angripare. Kenozooider fungerar som grenar och består bara av själva kroppsväggen och funiculus som går genom kroppen. Dessa kan hjälpa kolonin om den skulle behöva växa snabbt i en ny riktning. Spinozooider är likt till för kolonins försvar och bildar taggar. Gonozoider finns hos vissa arter och är som förvarings utrymmen för befruktade ägg, yngelrum. När en zooid dör blir den till en s.k. ”brun kropp” som senare stöts ut. I samma zooecium (en zooids ”kroppshåla”) kan sedan en ny zooid växa upp.
Mossdjuren har inga specialiserade känselorgan förutom cilierna på lofoforen som fungerar som censorer. Zooiderna har en ganglie som fungerar som hjärna. I vissa arters kolonier kommunicerar zooiderna med varandra med hjälp av nerver som går genom porer i kroppsväggarna. På så sätt kan de koordinera t.ex. indragandet av lofoforerna. Släktet Monobryoozon bildar inte kolonier, djuren är autozooider som lever ensamma.

## Koloniform
Kolonierna kan vara från 1 cm till 1 meter långa men är oftast mindre än 10 cm, och kan innehålla hundratusentals individer. En mossdjurskoloni kan ha många olika former beroende på art. Det finns arter som bildar kolonier som ser ut som växter eller buskar med grenar i olika riktningar, medan andra är mer korallika. Den vanligaste marina formen är den övertäckande (encrusting), där zooiderna täcker underlaget med ett lager zooider. Hos dessa är kroppsväggarna ofta mineraliserade. I sötvatten bildar vissa arter en gelatinös massa som zooiderna sitter fast på. Men den vanligaste sötvattensformen är busklik. Koloniernas livslängd varierar, men de kan bli upp till 12 år.
Mossdjuren är vattenlevande, och de flesta arter marina, men klassen Phylactolaemata lever endast i sötvatten. De marina lever oftast tropiskt på djup ner till hundra meter. Endast ett fåtal arter kan förflytta sig, och i sådana fall mycket långsamt. En art kan flyta omkring och på så sätt röra sig med relativt hög hastighet.

## Förhållande till andra djur
Mossdjuren har ett ganska stort antal naturliga fiender. De marina arterna kan angripas av fiskar, nakensnäckor, kvalster, sjöborrar, sjöstjärnor och olika kräftdjur. Sötvattensarterna angrips även de av en mängd djur som fiskar, sniglar och insekter. Bryozoer kan växa på levande fastsittande organismer och i något enstaka fall (arten Triticella korenii) på rörliga djur, men påverkar inte dessa i högre grad.

## Förhållande till människan
Ickebiologer stöter främst på mossdjuren i vardagen då man ser dem leva på t.ex. skeppsskrov och i öppningar till vattenledningar o.s.v. Det har gjorts försök med att behandla Alzheimers med bryostatiner från arten Bugula neritina[källa behövs], men det visade sig svårare än att framställa ämnet på syntetisk väg[källa behövs]. I Sverige finns cirka 100 arter längs med västkusten, ett fåtal i Östersjön och några få i svenska insjöar.